# Samppa Lajunen
Samppa Kalevi Lajunen (* 23. April 1979 in Turku) ist ein ehemaliger finnischer Nordischer Kombinierer.
In den späten 1990er Jahren sowie in den frühen 2000er Jahren zählte Lajunen zu den erfolgreichsten Kombinierern der Welt. Sein größter Erfolg war der maximal mögliche Dreifacherfolg bei den Olympischen Winterspielen 2002, wo er sowohl in der Gundersen-Methode als auch im Sprint und mit der Staffel triumphierte. Daneben wurde er mit der Staffel 1999 Weltmeister sowie insgesamt zweimal Juniorenweltmeister. Mit seinen 20 Weltcupsiegen steht er auf etwa der gleichen Ebene wie Felix Gottwald, Ronny Ackermann und Bjarte Engen Vik. Außerdem gewann er 1996/97 und 1999/00 den Gesamtweltcup.

## Karriere

### Der Weg in die Weltspitze (1995–1999)
Bereits mit zwei Jahren bestritt Lajunen sein erstes Skilanglaufrennen. Wenig später, im Alter von fünf Jahren, lief er fast 500 Kilometer auf den Skiern, neunjährig begann er mit dem Skispringen, sodass er nun beide Sportarten der Nordischen Kombination beherrschte. Sein erster internationaler Start datiert aus dem Dezember 1995, als er zum ersten Mal am B-Weltcup teilnahm. Dort erreichte er bereits bei seinem ersten Wettbewerb in der Ramsau als Zweiter hinter dem damals 18-jährigen Ronny Ackermann das Podium. Eine Woche später siegte er in Rovaniemi erstmals in dieser Klasse. Nach diesen Erfolgen debütierte der 16-Jährige im März 1996 im A-Weltcup, wo er gleich zu Beginn schon einmal Elfter wurde. Ab der Saison 1996/97 setzte der finnische Verband sein junges Talent durchgängig im Weltcup ein. Lajunen zeigte weiterhin sein Können, indem er während jenes Winters zwei Weltcuprennen und damit auch den Gesamtweltcup für sich entschied. Mit einer Ausnahme platzierte er sich in dieser Saison immer unter den besten Zehn, zudem gewann er mit der Staffel die Silbermedaille bei den Nordischen Skiweltmeisterschaften 1997. Seine ansteigende Leistung im Vergleich zur Vorsaison erklärte der Finne besonders damit, dass er „ein Jahr älter geworden sei“ und so „besser springe und viel besser laufe“. Auch mit dem vergleichsweise schwachen 17. Rang im Einzel bei den Weltmeisterschaften sei er nicht unzufrieden, da sein Ziel gewesen wäre, „das Bestmögliche zu tun“.
In den darauffolgenden Winter 1997/98 startete Lajunen direkt mit einem Sieg – seinem ersten im Sprint mit nur einem Sprung und einem 7,5-km-Langlauf. Danach fiel seine Leistung jedoch etwas, bis zu den Olympischen Winterspielen 1998 in Nagano gelang ihm keine weitere Weltcup-Podiumsplatzierung. Stattdessen siegte er im Team bei den Juniorenweltmeisterschaften und gewann dort im Gundersen-Wettkampf die Silbermedaille. So reiste er nach Japan, wo er zunächst mit der Mannschaft um Jari Mantila, Tapio Nurmela, Hannu Manninen und ihn mit mehr als eine Minute Rückstand auf die siegreichen Norweger Silber gewann. Ebenfalls diese Medaille holte der Finne im Einzel, dort musste er dem Doppelolympiasieger Bjarte Engen Vik den Vortritt lassen. Auch nach Olympia konnte er im Weltcup kein Top-3-Resultat mehr erreichen, sodass er den Gesamtweltcupsieg bei Weitem nicht verteidigte und auf den achten Rang mit mehr als 800 Punkten Rückstand auf Vik zurückfiel. Wie im Vorjahr begann die neue Saison 1998/99 erfolgreich für Lajunen; innerhalb der ersten vier Rennen eroberte er dreimal das Podium. Dazu gewann er direkt vor den Saison-Großereignissen den Weltcup von Chaux-Neuve. Bei den Juniorenweltmeisterschaften im Februar 1999 in Saalfelden gelang ihm der Sieg, was seinen ersten großen internationalen Einzeltitel bedeutete. Zwei Wochen später, bei den Skiweltmeisterschaften 1999, siegte der Finne mit dem Team, außerdem gewann er die Silbermedaille im Gundersen-Wettkampf. Beim erstmals ausgetragenen Sprint platzierte er sich auf Rang fünf. Nach den Weltmeisterschaften gewann er ein weiteres Weltcuprennen, der insgesamt fünfte Sieg seiner Karriere, dennoch hatte er im Gesamtweltcup als Fünfter mehr als 1000 Punkten Rückstand auf Bjarte Engen Vik, der zum zweiten Mal in Folge dort triumphierte.

### Dreifacher Olympiasieg und Karriereende (1999–2004)
Mit einer starken Serie von zehn ersten und zweiten Plätzen in Folge – darunter fünf Triumphe – eröffnete Lajunen die Saison 1999/00 dominant, doch auch Vik kam achtmal in Serie auf das Podest. Mit einer Ausnahme, als er in Sapporo nach zwei schlechten Sprüngen und einem noch schlechteren Lauf nur 26. geworden war, beendete er alle Saison-Wettkämpfe unter den besten Vier und wurde so folgerichtig zum zweiten Mal Gesamtweltcupsieger, knapp 200 Punkte vor Vik. Mit acht Saison-Weltcupsiegen stockte der Finne dazu sein Konto auf nun insgesamt 13 Triumphe auf. Beim Sommer-Grand-Prix 2000 bewies er mit einem Sieg auch seine Favoritenstellung für den kommenden Winter 2000/01. Dieser begann jedoch anders als erwartet wenig erfolgreich für Lajunen, der sich in Kuopio zunächst nur mit einem 12. und einem 19. Rang zufriedengeben musste. Nach diesen Anlaufschwierigkeiten kam er bis zu den Weltmeisterschaften im Februar wieder in Form, blieb aber immer noch ohne Weltcupsieg. In Lahti, während der Nordischen Skiweltmeisterschaften 2001, holte der Finne zwei Silbermedaillen in Gundersen und Sprint sowie Bronze mit der Staffel. Wie schon vor dem Saisonhöhepunkt blieb er auch nach den Weltmeisterschaften ohne weiteren Weltcupsieg, sodass er im Gesamtweltcup wieder nur Fünfter wurde, diesmal musste er sich dem drei Jahre älteren Österreicher Felix Gottwald geschlagen geben.
Recht erfolgreich begann der Weltcup des Olympia-Winters 2001/02 für Lajunen. Dennoch reichte es bis zu den Olympischen Winterspielen 2002 nur zu einem, seinen 14. Weltcupsieg. Für Olympia befand sich der Finne jedoch rechtzeitig in Top-Form; die olympischen Wettkämpfe begannen mit einem deutlichen Doppelsieg durch Lajunen und seinen Landsmann Jaakko Tallus im Einzel, nachdem Letzterer Lajunen nach den Sprüngen schon fast eine Minute abgenommen hatte. Auch in der Staffel schlugen die Finnen sämtliche Konkurrenten, wenngleich Deutschland nur um knapp acht Sekunden geschlagen wurde. Schon damit hatte Lajunen den Rekord von seinem Kontrahenten Bjarte Engen Vik eingestellt, dem es 1998 als bis dahin einzigen Nordischen Kombinierer gelungen war, zwei Siege bei den gleichen Olympischen Spielen zu erringen. Da der Sprint 2002 erstmals im olympischen Programm stand, bot sich dem Finnen nun die Chance, zum dritten Mal Olympiasieger zu werden, was bis dahin nur dem Deutschen Ulrich Wehling gelungen war. Nach dem einen Sprung hatte Lajunen 15 Sekunden Vorsprung auf seinen härtesten Verfolger, den Deutschen Ronny Ackermann. Auf der Strecke setzte er sich weiter von Ackermann ab, der dank einer starken letzten Runde zwar noch bis auf neun Sekunden an den Sieger heranlief, aber Lajunens dritten Olympiasieg nicht mehr gefährden konnte. Somit übernahm dieser mit nunmehr fünf Medaillen auch die Führung in der Liste der Olympiasieger in der Nordischen Kombination vor Wehling. Die sehr gute Form von Olympia bewahrte auch im Weltcup, wo er die drei auf die Spiele folgenden Wettkämpfe gewann (allesamt vor Ronny Ackermann) und sich so noch dicht an die beiden Gesamtführenden Ackermann und Felix Gottwald heranchob. Diese verdrängte er jedoch nicht mehr, sodass er sich im Gesamtweltcup auf Rang drei platzierte. Im zum zweiten Mal gewerteten Sprintweltcup wurde der Finne sogar Zweiter hinter dem deutschen Gesamtweltcupsieger.
Nach einem durchwachsenen Sommer-Grand-Prix ohne Podestrang startete Lajunen ebenso in den Weltcup 2002/03 – ohne Podestresultat. Erst Mitte Dezember in Harrachov folgte Weltcupsieg 18, im Sprint von Ramsau triumphierte er zum neunzehnten Mal. Bei den Skiweltmeisterschaften 2003 gewann er zwei Bronzemedaillen im Einzel und mit der Staffel, im Sprint wurde er Achter. Wenig erfolgreich endete die Saison, dank seiner beiden Siege vor der WM platzierte er sich im Gesamtweltcup aber schon zum dritten Mal auf Rang fünf. Gut für Lajunen begann die Saison 2003/04, in der er sich schon zum Anfang wieder einige Male auf dem Podest klassierte. Im Januar feierte er in Nayoro seinen 20. Weltcuperfolg. Da ihm weitere gute Resultate gelangen, wurde er im Gesamtweltcup noch einmal Dritter beim ersten Sieg seines Landsmannes und kommenden Weltcup-Dominatoren, Hannu Manninen. In Lahti beendete der Finne am 6. März 2004 seine erfolgreiche Karriere mit einem dritten Rang. Dem Beispiel Lajunens, die Karriere recht früh zu beenden – der Dreifacholympiasieger war noch nicht einmal 25 Jahre alt –, folgten in den nächsten Jahren weitere Athleten wie der australische Schwimmer Ian Thorpe sowie die belgische Tennisspielerin Justine Henin-Hardenne.
Sein langjähriger Trainer Tommi Nikunen wurde durch die Erfolge Lajunens ebenfalls bekannt und wechselte von den Nordischen Kombinierern zu den Skispringern, wo er den nach Norwegen wechselnden Mika Kojonkoski beerbte.

## Erfolge

### Weltcupsiege im Einzel
Die 20 Einzel-Weltcupsiege Lajunens verteilen sich recht gleichmäßig auf die beiden Hauptdisziplinen; sowohl im Sprint als auch im Gundersen-Wettbewerb triumphierte er zehnmal. Dreimal gewinnen konnte er nur in Lahti, insgesamt gewann er fünfmal in seinem Heimatland Finnland. Nur einmal gewann er beide Wettkämpfe eines Weltcupwochenendes, nämlich Anfang März 2002 in Lahti.
| Nr. | Datum             | Ort               | Disziplin |
| --- | ----------------- | ----------------- | --------- |
| 01. | 5. Januar 1997    | Schonach          | Gundersen |
| 02. | 14. Januar 1997   | Val di Fiemme     | Gundersen |
| 03. | 28. November 1997 | Rovaniemi         | Sprint    |
| 04. | 30. Januar 1999   | Chaux-Neuve       | Gundersen |
| 05. | 6. März 1999      | Lahti             | Gundersen |
| 06. | 11. Dezember 1999 | Vuokatti          | Sprint    |
| 07. | 21. Dezember 1999 | Steamboat Springs | Sprint    |
| 08. | 3. Januar 2000    | Oberwiesenthal    | Sprint    |
| 09. | 11. Januar 2000   | Val di Fiemme     | Gundersen |
| 10. | 16. Januar 2000   | Breitenwang       | Sprint    |
| 11. | 8. Februar 2000   | Nozawa Onsen      | Sprint    |
| 12. | 26. Februar 2000  | Chaux-Neuve       | Gundersen |
| 13. | 17. März 2000     | St. Moritz        | Gundersen |
| 14. | 9. Dezember 2001  | Štrbské Pleso     | Sprint    |
| 15. | 1. März 2002      | Lahti             | Gundersen |
| 16. | 3. März 2002      | Lahti             | Sprint    |
| 17. | 13. März 2002     | Trondheim         | Sprint    |
| 18. | 14. Dezember 2002 | Harrachov         | Gundersen |
| 19. | 8. Januar 2003    | Ramsau            | Sprint    |
| 20. | 23. Januar 2004   | Nayoro            | Gundersen |

### Weltcupsiege im Team
| Nr. | Datum            | Ort           | Disziplin               |
| --- | ---------------- | ------------- | ----------------------- |
| 01. | 21. Januar 2001  | Park City     | Staffel (Massenstart) 1 |
| 02. | 9. Januar 2002   | Val di Fiemme | Staffel 2               |
| 03. | 14. Februar 2004 | Oberstdorf    | Staffel 1               |

<

### Grand-Prix-Siege im Einzel
| Nr. | Datum           | Ort         | Disziplin |
| --- | --------------- | ----------- | --------- |
| 1.  | 30. August 2000 | Oberstdorf  | Gundersen |
| 2.  | 24. August 2001 | Klingenthal | Gundersen |

## Statistik

### Platzierungen bei Olympischen Winterspielen
| Jahr und Ort        | Wettbewerb   | Wettbewerb | Wettbewerb |
| Jahr und Ort        | Gundersen NH | Sprint LH  | Team       |
| ------------------- | ------------ | ---------- | ---------- |
| 1998 Nagano         | 2.           | –          | 2.         |
| 2002 Salt Lake City | 1.           | 1.         | 1.         |

### Platzierungen bei Weltmeisterschaften
| Jahr und Ort       | Wettbewerb   | Wettbewerb | Wettbewerb |
| Jahr und Ort       | Gundersen NH | Sprint     | Team       |
| ------------------ | ------------ | ---------- | ---------- |
| 1997 Trondheim     | –            | –          | 2.         |
| 1999 Ramsau        | 2.           | 5.         | 1.         |
| 2001 Lahti         | 2.           | 2.         | 3.         |
| 2003 Val Di Fiemme | 3.           | 8.         | 3.         |

### Weltcup-Gesamtplatzierungen
| Saison  | Platz | Punkte |
| ------- | ----- | ------ |
| 1995/96 | 36.   | 0219   |
| 1996/97 | 01.   | 1223   |
| 1997/98 | 08.   | 0665   |
| 1998/99 | 05.   | 0986   |
| 1999/00 | 01.   | 2175   |
| 2000/01 | 05.   | 1010   |
| 2001/02 | 03.   | 1863   |
| 2002/03 | 05.   | 0629   |
| 2003/04 | 03.   | 1058   |

### Grand-Prix-Platzierungen
| Saison | Platz | Punkte |
| ------ | ----- | ------ |
| 2000   | 02.   | 0352   |
| 2001   | 01.   | 0524   |
| 2002   | 10.   | 0139   |